# فرودگاه صحرایی دولهون فیلد
فرودگاه صحرایی دولهون فیلد (به انگلیسی: Dolhun Field Airport) یک فرودگاه خصوصی است که یک باند فرود آسفالت دارد و طول باند آن ۸۲۳ متر است. این فرودگاه در کشور ایالات متحده آمریکا قرار دارد و در ارتفاع ۴۹۵ متری از سطح دریا واقع شده‌است.